# Amy Bruckner
Amelia Ellen Bruckner, nota come Amey Bruckner (Conifer, 28 marzo 1991), è un'attrice statunitense.

## Biografia
È nata in Colorado da padre tedesco-americano e madre statunitense. Ha anche una sorella più grande, Annye. In seguito si è trasferita con la famiglia in California. Si è formata presso l'Athens Academy di Atene, in Georgia. Nella sua carriera scolastica ha partecipato a molte produzioni scolastiche, sotto la direzione della sua insegnante di recitazione, Lorraine Thompson. Amy è intenzionata a proseguire gli studi andando a frequentare la scuola secondaria di secondo grado nell'anno 2009.

### Carriera
Amy esordisce in televisione come personaggio secondario di diversi telefilm come E.R. - Medici in prima linea, Malcolm In the Middle, West Wing - Tutti gli uomini del Presidente, Oliver Beene, Giudice Amy, ed Ally McBeal. Durante la sua carriera è stata un membro del 'Disney channel Circle of Star' che riunisce alcuni tra i personaggi di spicco delle produzioni televisive di casa Disney. La sua popolarità deriva principalmente dal suo ruolo comico nella serie di Phil dal futuro prodotta sempre dalla Disney tra il 2004 ed il 2006. Ha prestato la sua voce al personaggio Haley Long di American Dragon, una serie di cartoni animati americana, inoltre è costantemente apparsa in diversi show Disney come Express Yourself e il Mike's Super Short Show mentre nel 2006 è stata nominata La persona più cool della tv dai lettori del Kid Showbiz Magazine. È amica di Kay Panabaker, con la quale ha partecipato alla serie di Phil dal futuro, nei panni di Pim Diffy e al film Nancy Drew, nei panni di Bess.
Ha cantato come soprano nel video A Dream Is a Wish Your Heart Makes con il Disney Channel Circle of Stars.

## Filmografia

### Cinema
- Più in alto di tutti (Rebound), regia di Eriq La Salle (1996)
- Nancy Drew, regia di Andrew Fleming (2007)
- The Clique, regia di Michael Lembeck (2009)

### Televisione
- E.R. - Medici in prima linea (E.R.) – serie TV (2002)
- Ally McBeal – serie TV (2002)
- West Wing - Tutti gli uomini del Presidente (West Wing) – serie TV (2002)
- Regular Joe – serie TV (2003)
- American Dreams – serie TV (2003)
- Giudice Amy (Judging Amy) – serie TV (2003)
- They Are Among Us – film TV (2004)
- Oliver Beene – serie TV (2004)
- Malcolm – serie TV (2004-2005)
- Phil dal futuro (Phil of the Future) – serie TV (2004-2006)
- American Dragon: Jake Long – serie TV (2005-2007)